# Lady Jane (песня)
«Lady Jane» — песня английской рок-группы The Rolling Stones. Написана дуэтом авторов группы Миком Джаггером и Китом Ричардсом и первоначально вошла в альбом группы Aftermath 1966 года.
Песня «Lady Jane» стала образцом инструментального воплощения концепции барочного рока, реализованной Брайаном Джонсом на заре её появления. В США и Германии песня была выпущена как сторона B сингла «Mother’s Little Helper» 2 июля 1966 года и достигла 24-го места в чарте Billboard Hot 100.

## История и композиция
Песня была написана в важный момент в истории The Rolling Stones, когда Джаггер и Ричардс стали основными авторами песен группы. На предыдущем альбоме группы Out of Our Heads дуэт выступил автором всего трёх треков. Однако на Aftermath они были указаны, как авторы всех песен, что сделало его первым альбомом, состоящим исключительно из оригинального материала группы. В этот период Брайан Джонс, несмотря на утрату доминирующей роли в творческом процессе группы, начал включать в ее репертуар различные инструментальный новации. Появление в 1965 году в репертуаре Beatles звучания клавесина в песне «In My Life» побудило Джонса к экспериментам в стиле барокко-рок. Ранее The Rolling Stones уже использовали клавесин в песне «Play With Fire» 1965 года.
Песня «Леди Джейн» была написана Джаггером после прочтения нашумевшей книги «Любовник леди Чаттерлей», в которой термин «леди Джейн» используется для обозначения женских гениталий. По словам Джаггера, «имена [в песне] исторические, но они возникли неосознанно, они должны были соответствовать тому периоду». В это время Джонс искал способы усложнения музыки группы, проявляя интерес к включению в неё инструментов из разных культур — ситара, кото, маримбы и электроники. Кит Ричардс отметил, что Джонс обратил внимание на цимбалы, когда начал слушать записи фолк-музыканта Ричарда Фариньи. Влияние этих записей проявилось в альбоме «Aftermath», где Джонс исполнил партию цимбал в двух треках: «I Am Waiting» и «Lady Jane».
Запись песни «Lady Jane» была произведена в несколько сессий с 6 по 9 марта 1966 года в студии RCA в Лос-Анджелесе под руководством звукорежиссера Дэйва Хассингера. В дополнение к яркому мотиву цимбал, «Lady Jane» также выделяется аккомпанементом Джека Ницше на клавесине в середине песни. По словам Кита Ричардса, «Lady Jane» имеет очень елизаветинское звучание. «В Англии есть места, где люди до сих пор говорят на этом языке, на чосеровском английском». Хотя стилистически эти две песни имеют мало общего, модальность связывает восточную мелодию и гармонию «Lady Jane» с «Paint It Black».
В США и Германии «Lady Jane» была выпущена как би-сайд сингла «Mother’s Little Helper». «Lady Jane» достигла 24-го места в ' Billboard Hot 100, в то время как «Mother’s Little Helper» достигла восьмого места, что сделало релиз одним из немногих синглов, обе песни которого стали хитами в США.
Cash Box описал песню как «нежную, изобретательно мелодичную клятву преданности». Музыкальный критик газеты San Francisco Examiner Ральф Глисон назвал «Lady Jane» «отсылкой к формальному танцу 17-го века… с изобретательными музыкальными эффектами».
The Rolling Stones
- Мик Джаггер – вокал
- Кит Ричардс – акустическая гитара
- Брайан Джонс – цимбалы
- Билл Уайман – бас-гитара
- Чарли Уоттс – ксилофон

Сессионные музыканты
- Джек Ницше – клавесин